# Fairchild-Republic A-10 Thunderbolt II
Il Fairchild-Republic A-10 Thunderbolt II è un aereo da attacco al suolo statunitense, monoposto, bimotore e ad ala rettilinea. Sviluppato dalla Fairchild-Republic attorno al cannone GAU-8 Avenger nei primi anni settanta (anche se il cannone è stato progettato dopo il primo volo del A-10 Thunderbolt, come si evince nella pagina dedicata al GAU-8), l'A-10 è in dotazione all'USAF che sfrutta la protezione offerta dalla pesante blindatura per colpire obiettivi terrestri di vario tipo.
Nel gergo dei piloti è chiamato Warthog (facocero).

## Storia del progetto

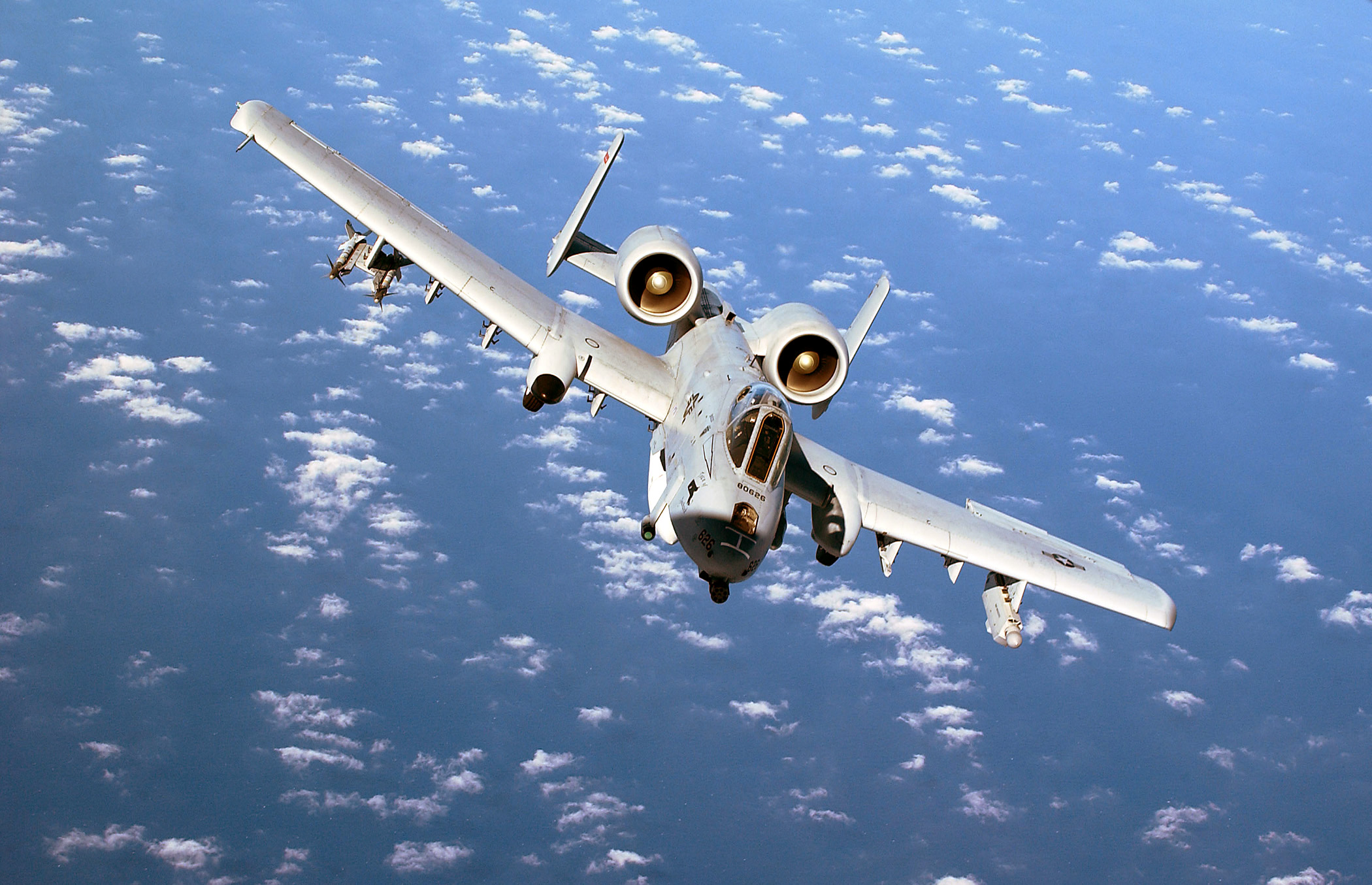
A-10 Thunderbolt II in volo sul Mediterraneo. Si notino i motori in posizione elevata e i timoni verticali molto distanti l'uno dall'altro

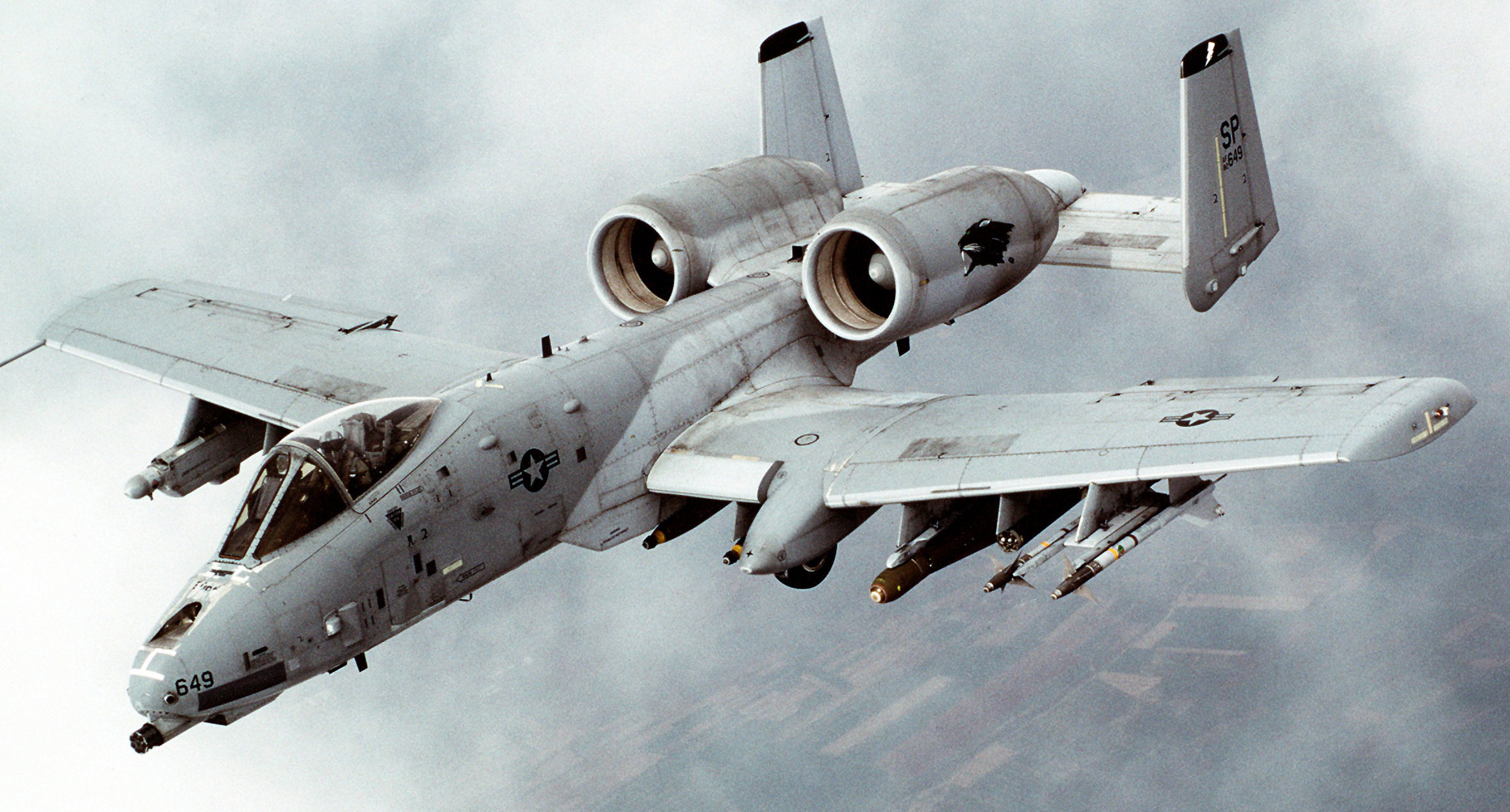
Un A-10 Thunderbolt II dell'USAF, impiegato nell'operazione Allied Force (1999), in allontanamento da un'aerocisterna.

L'idea di sviluppare un aereo dedicato specificatamente al supporto aereo ravvicinato venne nel 1966 all'allora capo di stato maggiore dell'USAF John P. McConnell, che intendeva riunire le qualità dimostrate nella guerra del Vietnam (in corso) dell'A-1 Skyraider con quelle dell'A-7 Corsair II. L'aereo che ne fosse risultato avrebbe dovuto quindi possedere lunga autonomia, maneggevolezza a basse quote, vasta gamma di armamenti e buona velocità, ma con maggiore resistenza ai colpi della contraerea.
Nel 1967 venne dunque varato dall'USAF il programma A-X a cui si interessarono numerose ditte costruttrici, ma nel 1970, dopo le varie selezioni, ne rimasero solo due: la Northrop Grumman Corporation con il suo progetto "A-9", e la Fairchild Aircraft che propose la versione "A-10". Tutte e due le idee prevedevano ali lunghe e dritte e numerosi piloni subalari per l'aggancio delle armi, ma la Fairchild propose il montaggio dei motori (due turboventole) su gondole installate sopra la fusoliera dietro le ali, e due timoni verticali posti alle estremità degli impennaggi orizzontali. L'aereo della Grumman invece aveva una configurazione più classica, con i motori montati in gondole ai lati della fusoliera sotto le ali, e con un unico timone verticale. A entrambe le ditte fu commissionata la costruzione di un prototipo per dei test sul campo e verificare quindi quale dei due modelli fosse migliore. Dall'ottobre al dicembre 1972 l'USAF valutò le due versioni con dei voli di prova, maturando un maggiore interesse per l'A-10, che sembrava più robusto e meglio protetto dai colpi da terra per via del suo disegno.
I costi inferiori dell'A-10 rispetto all'A-9 fecero sì che nel 1973 l'USAF finanziò la costruzione di un primo lotto di dieci di questi velivoli e, in quello stesso anno, fece sapere che avrebbe scelto, come armamento primario, il GAU-8 Avenger da 30 mm della General Electric. Le buone prove dimostrate dall'accoppiamento dell'A-10 con il GAU-8 portarono alla consegna dei primi aerei nel dicembre 1975 (arrivati alla Davis-Monthan Air Force Base), che diventarono operativi nel 1977.
Dal 1975, data di inizio della produzione, al 1984, data di fine, sono stati costruiti in totale 715 A-10, cifra comprensiva di due prototipi monoposto e un prototipo biposto (quest'ultimo scartato dopo voli di prova non soddisfacenti). Dal 1987 gli aggiornamenti del velivolo sono curati dalla Northrop Grumman Corporation.

### I programmi di aggiornamento
Data l'età del Thunderbolt II, l'USAF ritenne di doverlo aggiornare per metterlo al passo coi tempi. Negli anni novanta iniziò il programma A-10/PEP, Precision Engagement Program, per trasformare gli A-10 nella nuova versione A-10C, con il primo esemplare tornato operativo nel settembre 2007.
La modernizzazione dovrebbe interessare 356 velivoli. Le novità prevedono un nuovo abitacolo con strumentazione digitale, un sistema di navigazione GPS, un sistema integrato di controllo per il volo e il tiro, la compatibilità con pod FLIR e illuminazione laser per l'utilizzo di bombe LGB senza necessità di una fonte di illuminazione esterna, la predisposizione per il casco HMS, sistema di visione notturna NVG, la capacità di utilizzare bombe a guida GPS come le JDAM e le WCMD (a grappolo), un sistema di comunicazione avanzato. Gran parte di questi congegni elettronici è stata commissionata alla Lockheed Martin Systems Integration – Owego.
La struttura e i motori non sono stati trascurati, essendo stati oggetto di rinnovamenti che garantiranno una vita operativa al Thunderbolt fino al 2028.
Il 31 ottobre 2016 il Pentagono ha comunicato di aver deciso di estendere l'utilizzo dell'intera flotta di 283 esemplari non più fino al 2028, ma addirittura fino al 2040/2045, questo finché l'aereo che uscirà vincitore dal programma A-X non dimostrerà appieno le proprie capacità nel CAS/COIN.
Tra il 2011 e l'agosto 2019, 173 esemplari sono stati sottoposti all'aggiornamento A-10 Enhanced Wing Assembly per la sostituzione delle ali con delle nuove che dovrebbero avere una durata equivalente a 10.000 ore di volo. Questo aggiornamento strutturale consentirà all’aeromobile di continuare a volare fino alla fine degli anni 2030. Ad agosto 2019 Boeing ha ottenuto un nuovo contratto per la continuazione del programma volto a sostituire le ali dei restanti 109 aerei non ancora modificati.

## Tecnica
L'A-10 Thunderbolt II (il primo "Thunderbolt" fu il Republic P-47) possiede buona precisione e manovrabilità sia a basse quote (sotto i 300 metri) che a basse velocità. La capacità di atterrare e decollare su piste corte o semi-preparate gli permette inoltre di agire vicino alla prima linea, se necessario anche di notte grazie al dispositivo Night Vision Imaging System (NVIS). La spessa corazza di cui è completamente rivestito gli permette di sopportare proiettili con calibro superiore a 23 mm, inoltre i serbatoi di carburante sono ricoperti di schiuma antincendio. Se anche tutti e sei i serbatoi venissero perforati entrerebbe in funzione un sistema di alimentazione d'emergenza, in grado di erogare carburante per 370 km di autonomia.
La cabina di pilotaggio monoposto, sormontata da un esteso cupolino a goccia, è completamente blindata in titanio per garantire la salvezza del pilota da proiettili con calibro fino a 23 mm. È presente un Head-up display, usato per individuare i bersagli e scegliere il tipo di munizionamento da lanciare e un sistema di navigazione inerziale affiancato da un sistema di navigazione TACAN. Il sistema di comunicazione è di tipo multi-band.
Altri elementi dell'avionica includono GPS, contromisure elettroniche valide sia per attacchi aerei che terrestri, sistema di puntamento laser Pave Penny, computer specifici per l'attacco a basse quote che calcolano continuamente le coordinate migliori per colpire i bersagli, pilota automatico specifico per le basse quote e sistema anti-collisione con il suolo.
Il Thunderbolt II monta due motori General Electric TF34-GE-100, ognuno capace di 4.111 kg di spinta. Il volo è possibile anche con un motore fuori uso, senza mezza coda, due terzi di un'ala (capace di sopportare, insieme all'altra ala, carichi fino a 7,3 g positivi) e vari elementi della fusoliera.. All'occorrenza il motore può essere alimentato per un breve periodo da benzina, in mancanza del cherosene.
L'impianto idraulico è stato costruito con doppi circuiti, e in caso entrasse completamente in avaria è disponibile un sistema di controllo meccanico del volo.

### Armamento

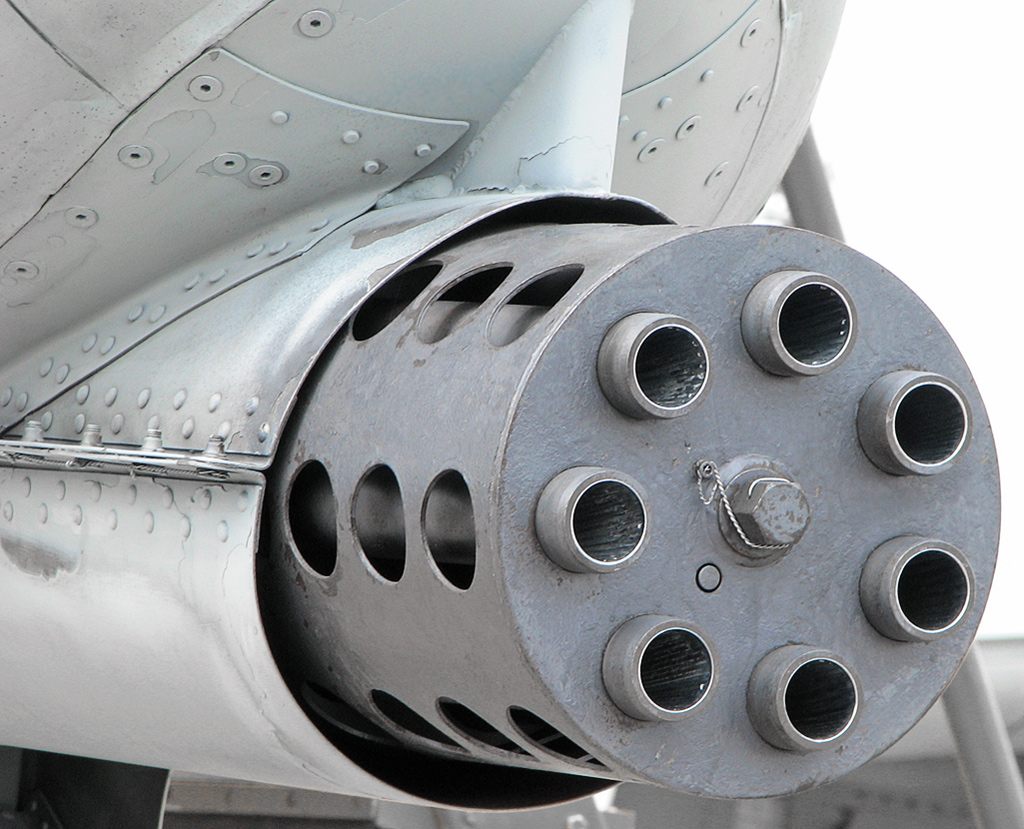
Il cannone GAU-8 Avenger

L'aereo dispone di 11 piloni subalari per l'attacco di armi, trasportabili fino ad un massimo di 7.260 kg.
L'A-10 può trasportare il missile aria-superficie AGM-65 Maverick, capace di colpire obiettivi distanti più di 45 km. Altri missili caricabili nei piloni sono gli AIM-9 Sidewinder (aria-aria). Quanto alle bombe, possono essere usate le Mk 82 da 226 kg o le bombe a grappolo BLU-1, BLU-27/B Rockeye II o CBU-52/71.
Il pod LITENING ER della Northrop Grumman, essenziale per l'acquisizione dei bersagli, proietta le immagini in un visore termico CCD di 640×512 pixel.
Il cannone, installato nella parte inferiore del naso all'apice della fusoliera, è un GAU-8/A Avenger a 7 canne rotanti ad azionamento elettro-idraulico, calibro 30 mm e camerato per il munizionamento 30 × 173 mm, in grado di distruggere un carro armato da una distanza di 1,25 km con proiettili da 0,75 kg o 0,43 kg (la scorta consiste in 1.350 unità). La cadenza di tiro è selezionabile secondo le necessità: 2.100 o 4.200 colpi al minuto.

## Impiego operativo

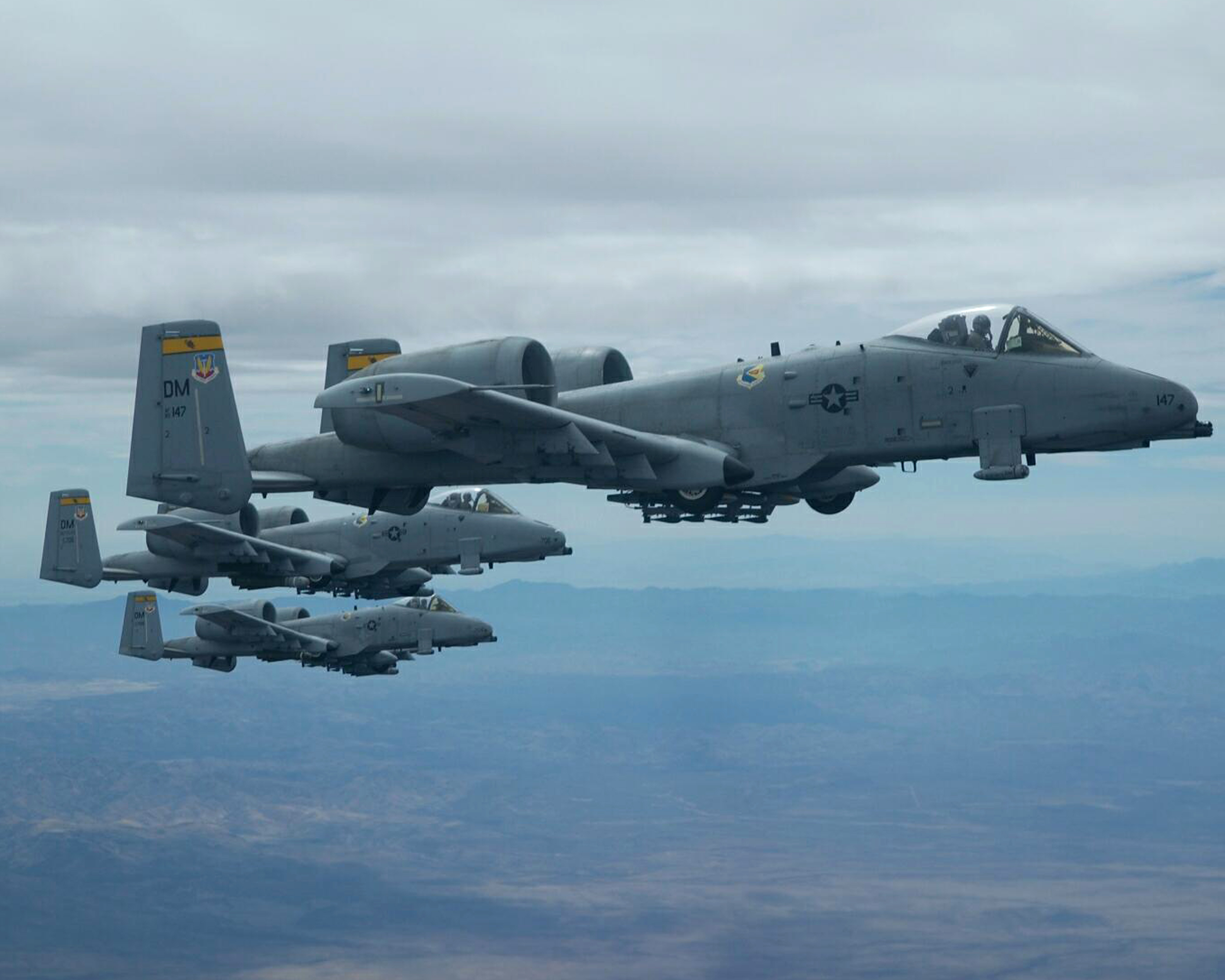
Una formazione di A-10 in volo

L'inizio della carriera operativa del Thunderbolt II non fu promettente. La fine della guerra fredda e la caduta dell'Unione Sovietica indussero l'USAF a lasciarne a terra un numero sempre crescente, pensando addirittura di escluderlo dalle linee in favore di una versione dell'F-16 appositamente pensata per l'attacco al suolo. Ad opporsi fu però l'United States Army, l'esercito statunitense, anche perché l'F-16 non si dimostrò un buon vettore per il cannone Avenger. Per venire incontro sia alle richieste di radiazione del Congresso che a quelle dell'esercito, l'USAF optò per accantonare circa la metà degli A-10 e trasformare la restante metà in un aereo da ricognizione avanzata (versione denominata OA-10A, senza, però, nessuna differenza dall'A-10A).
Quando l'Iraq invase il Kuwait, facendo da miccia alla guerra del Golfo, il Thunderbolt ritornò in auge con 140 esemplari che distrussero circa 1 000 carri armati, 2 000 mezzi militari di vario genere e un migliaio di pezzi di artiglieria in 8 624 missioni totali. Questi numeri spinsero l'USAF a mantenere in servizio i Thunderbolt II, anche se si rese necessario un loro aggiornamento.
Mentre era in corso il processo di modernizzazione, il Thunderbolt II ha avuto modo di volare nelle operazioni Provide Comfort, Southern Watch, Desert Fox, Noble Anvil, Deny Flight, Allied Force, Enduring Freedom e Iraqi Freedom. Più recentemente, ha colpito elementi pro-Gheddafi nell'ambito dell'operazione Odyssey Dawn.
Ad oggi è stato ampiamente usato nella Guerra in Afghanistan (2001-2021) e nella Guerra in Iraq, e dalle forze Nato in Medio Oriente è stato definito "l'incubo dei talebani", dato che i proiettili supersonici del GAU-8 arrivano a destinazione prima di poter essere uditi.
L'aereo, nonostante alcune proposte, non è mai stato esportato.

## Versioni

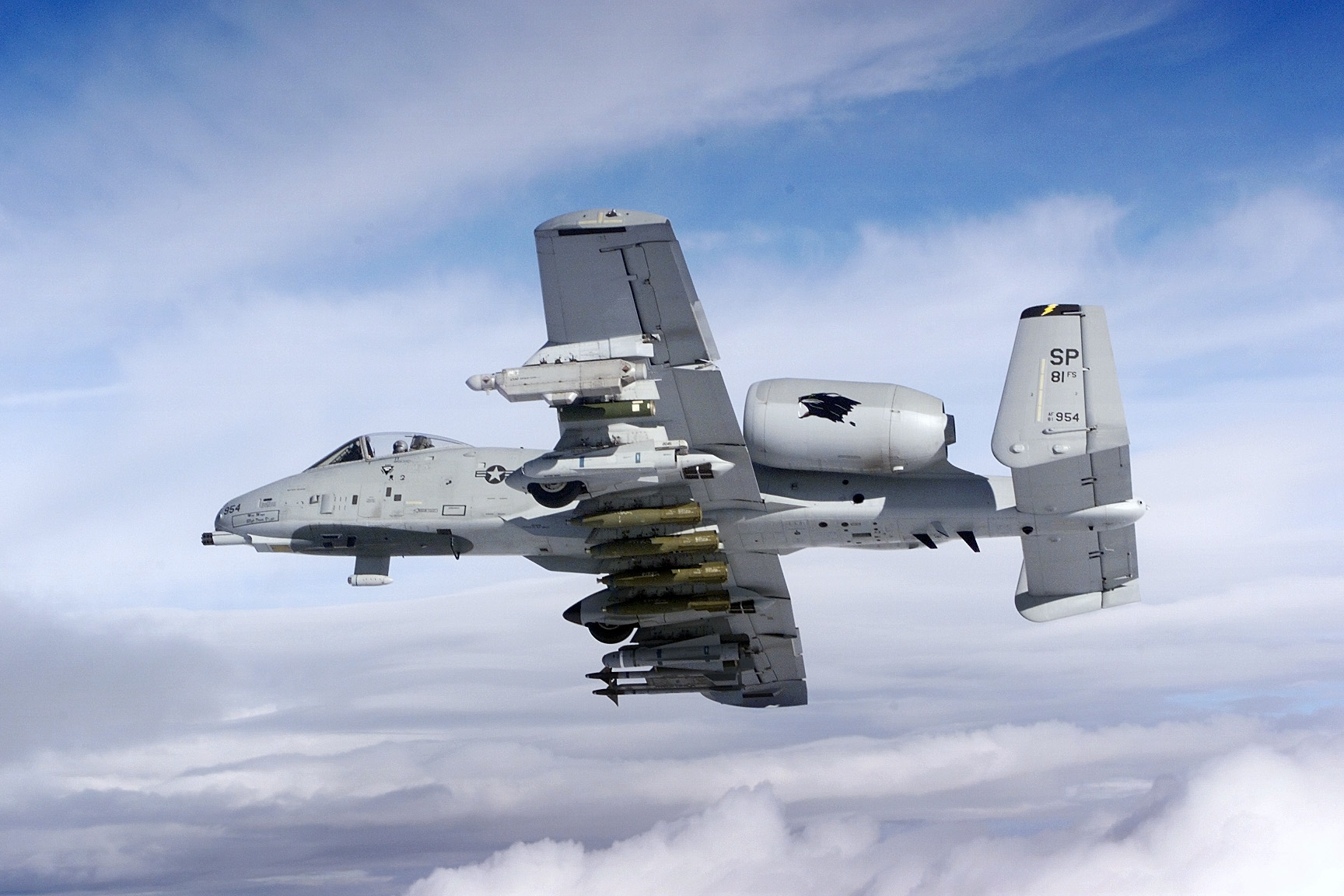
Foto dove è visibile il carico bellico dell'A-10

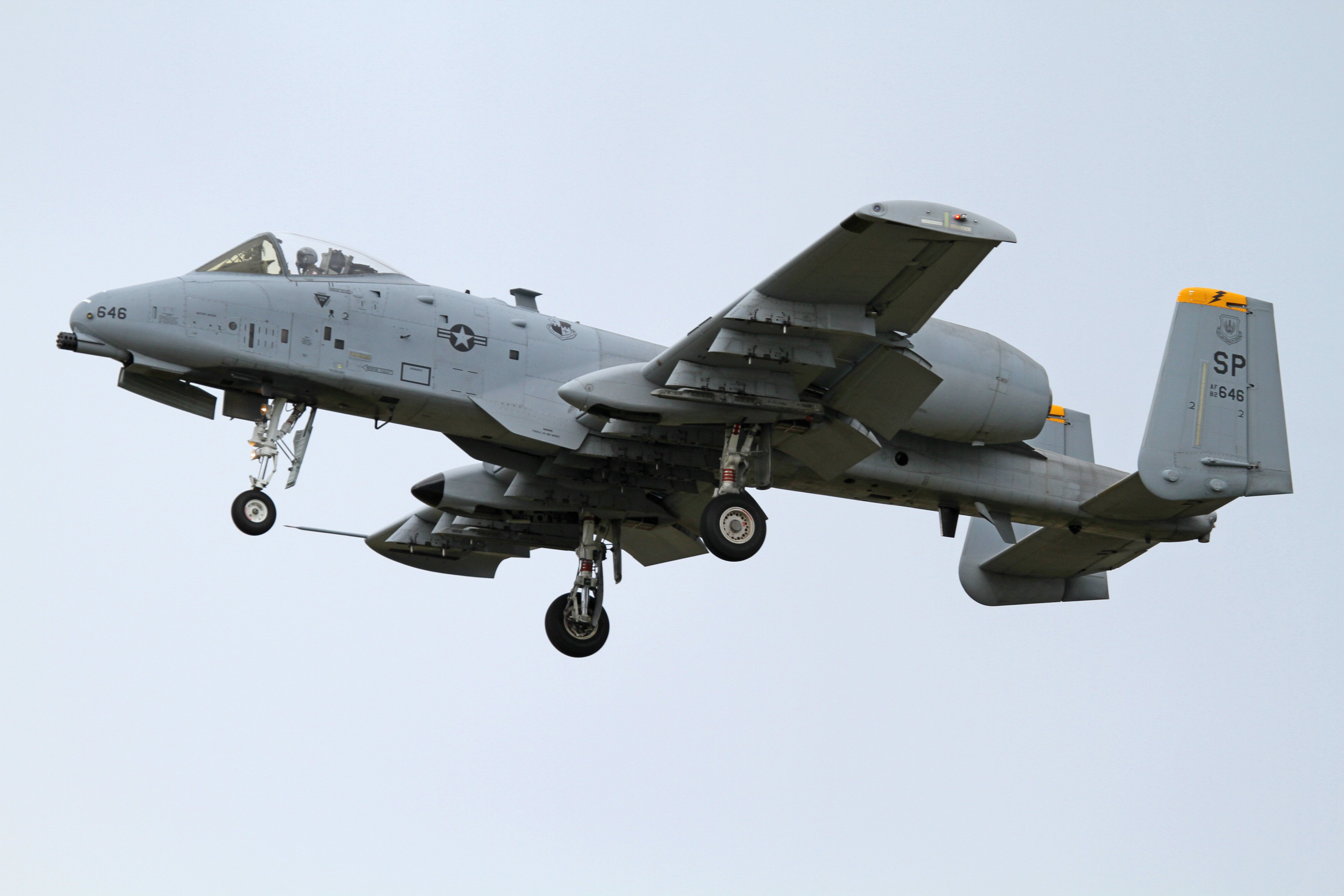
Un Fairchild Republic A-10C Thunderbolt II

Dell'A-10 sono stati prodotti 751 esemplari distribuiti tra U.S. Air Force, Air National Guard e Air Force Reserve.
- YA-10: 2 prototipi (c/n 71-1369 e 71-1370).
- YA-10A: 6 esemplari di pre-serie (da c/n 73-1664 a c/n 73-1669) solo modifiche di dettaglio rispetto ai prototipi.
- A-10A: versione di serie il cui primo esemplare fu il c/n 75-0258.
- OA-10A: versione virtuale, l'USAF usava questa sigla quando impiegava l'A-10 in missioni FAC (Forward Air Controller, ricerca e acquisizione bersagli). Designazione cancellata nel 2003.
- YA-10B: versione biposto richiesta dall'USAF, detta anche A-10 N/AW (notte e cattivo tempo), nell'aprile 1978. Fu costruito un prototipo modificando l'apparecchio c/n 73-1664 che volò il 4 maggio 1979, dotato di un sistema di navigazione e attacco simile all'attuale LANTIRN, piattaforma inerziale LN-39 e radar altimetro AN/APN-194. L'USAF non diede seguito alla richiesta.
- A-10B: versione biposto d'addestramento e attacco ipotizzata nel 1980 da costruire in circa 300 esemplari. Non venne mai realizzata.
- A-10BMS: versione d'attacco marittimo proposta a vari paesi asiatici. L'armamento era composto da missili AGM-84 Harpoon o Exocet, ma non fu mai prodotto.
- A-10AMX: versione proposta all'Italia nel 1978 per il programma AMX, da cui uscì l'omonimo velivolo italo-brasiliano. Era un A-10 rimotorizzato con due Turbo-Union RB.199-36 senza postbruciatore da 4.508 kg/s di spinta. Velocità max 830 km/h.
- A-10C: questa designazione venne adottata il 12 aprile 2004 per differenziare gli A-10 aggiornati con calcolatore digitale per la gestione degli armamenti e pod per l'acquisizione dei bersagli e munizionamento di precisione.
- OA-10C: Il 12 aprile 2004 l'USAF decise di reintrodurre il prefisso O sugli A-10 che effettuano missioni FAC (Forward Air Controller).

## Utilizzatori
Stati Uniti

### United States Air Force
715 esemplari ordinati, 281 in servizio nella USAF al settembre 2020.

#### Air Combat Command
- 23rd Wing, codice visivo di coda FT
  - 74th Fighter Squadron - Equipaggiato con 23 A-10C
  - 75th Fighter Squadron - Equipaggiato con 23 A-10C
- 53rd Wing
  - 442nd Test and Evaluation Squadron - Equipaggiato con 5 A-10C, codice visivo di coda OT
- 57th Wing
  - 66th Weapons Squadron - Equipaggiato con 6 A-10C, codice visivo di coda WA
- 355th Fighter Wing, codice visivo di coda DM
  - 354th Fighter Squadron - Equipaggiato con 24 A-10C
  - 357th Fighter Squadron (FTU) - Equipaggiato con 35 A-10C

#### Pacific Air Forces
- 51st Fighter Wing
  - 25th Fighter Squadron - Equipaggiato con 24 A-10C, codice visivo di coda OS

#### Air Force Test Center
- 96th Test Wing
  - 40th Flight Test Squadron - Equipaggiato con 1 A-10C, codice visivo di coda ET

#### Air Force Reserve Command
- 442nd Fighter Wing
  - 303rd Fighter Squadron - Equipaggiato con 27 A-10C, codice visivo di coda KC
- 944th Fighter Wing
  - 47th Fighter Squadron (FTU)- Equipaggiato con 28 A-10C, codice visivo di coda DP

#### Air National Guard
- 122nd Fighter Wing, Indiana Air National Guard
  - 163rd Fighter Squadron, codice visivo di coda IN
- 124th Fighter Wing, Idaho Air National Guard
  - 190th Fighter Squadron, codice visivo di coda ID
- 127th Wing, Michigan Air National Guard
  - 107th Fighter Squadron, codice visivo di coda MI
- 175th Wing, Maryland Air National Guard
  - 104th Fighter Squadron, codice visivo di coda MD

## Cultura di massa
- L'aereo statunitense appare in alcuni videogiochi di simulazione di volo dedicati, come A-10 Tank Killer (prodotto da Dynamix nel 1991)[12] e il sequel Silent Thunder: A-10 Tank Killer II[13] (Sierra Entertainment, 1996), A-10 Cuba! o il più recente (2011) DCS: A-10C Warthog[14] (della serie Digital Combat Simulator della russa Eagle Dynamics) e in altri videogiochi di simulazione più generici (l'aereo è uno dei tanti pilotabili) come Lock On: Modern Air Combat[15], Ace Combat: Distant Thunder (in versione A-10A Thunderbolt II), Ace Combat: Squadron Leader (in versione A-10A Thunderbolt II), Ace Combat: The Belkan War (in versione A-10A Thunderbolt II), Tom Clancy's H.A.W.X.[16], Battlefield: Bad Company 2, Battlefield 3, Battlefield 4, Red Crucible Firestorm, Call of Duty: Modern Warfare 3, Grand Theft Auto V Online (sotto il nome di B-11 Strikeforce e con impennaggio e timoni verticali leggermente diversi), MetalStorm: Wingman e Command & Conquer: Generals - Zero Hour[17],WarThunder[18](in versione A-10A, A-10C e A-10 Late).
- Il Thunderbolt II ha ispirato anche dei giocattoli, come alcuni Transformers della Hasbro e altri robot giocattolo dello stesso tipo. Nella linea Transformers G1, c'era il personaggio di Powerglide, poi riutilizzato in altre linee (Classics, Combiner Wars, Generations e così via) con dimensioni. In particolare, si trasformavano in A-10 due robot della serie Gobots che fu prodotta dalla statunitense Tonka, tra il 1983 e il 1987, in diretta concorrenza ai Transformers.[19] Nel 2008, la rinnovata popolarità dell'aereo a seguito del film Transformers (2007) condusse, inoltre, la Hasbro a mettere in vendita un robot (Wingblade) che si trasformava in A-10.[20][21] Inoltre
- L'A-10 compare anche in Aero Fighters 2, arcade a scorrimento verticale, e in Saints Row 2, Saints Row: The Third e Saints Row IV (con il nome fittizio "AB Destroyer")
- Tre aerei A-10 compaiono in alcune scene del film L'uomo d'acciaio
- Nel film Terminator Salvation, quarto capitolo dedicato alla saga di Terminator, la Resistenza umana impiega alcuni A-10 contro le macchine volanti di Skynet.
- Nel film Transformers, 2 Thunderbolt assistono una squadra di militari contro l'attacco del decepticon Scorponok.
- Il Thunderbolt è stato usato come modello per il caccia Cobra Rattler dell'organizzazione terroristica Cobra nella linea di giocattoli G.I. Joe: A Real American Hero. Compare anche nei fumetti e nei cartoni tratti dai giocattoli
- Nel film Leoni per agnelli, un A-10 viene inviato in soccorso di due soldati U.S.A. rimasti isolati e attaccati da alcuni Talebani.
- Nel film Rampage - Furia animale, un A-10 attacca i mostri intenti a distruggere Chicago.

## Velivoli comparabili
- Ilyushin Il-102
- Northrop YA-9
- Sukhoi Su-25
- AMX International AMX
- IAR 93
- J-22 Orao